# 천왕성에서 본 지구 일면통과
천왕성에서 본 지구 일면통과(天王星에서 본 地球 日面通過)는 지구가 천왕성과 태양 사이를 정확히 통과할 때 발생한다. 천왕성에 대한 지구의 승교점(昇交點)과 강교점(降交點)에서 잇달아 발생한다. 31~36년주기로 일어나며 승교점과 강교점에서는 회합(會合)주기마다 일어난다. 1988년 6월 20일에 일어났으며, 다음 통과는 2024년 11월 17일에 일어난다.
인류 중 누구도 천왕성 근처에서 지구가 태양 위를 지나가는 것을 보지 못했다. 또한 인류는 이 현상을 가까운 시일 내에 관측할 수 있을 것 같지도 않다. 천왕성은 가스 행성이기 때문에 실질적으로 이 현상을 관측하려면 천왕성 주위에 있는 위성들의 표면에서 태양을 바라봐야 할 것이다. 이 경우 일면통과 발생 시각 및 기타 여건은 이론적인 시간에 비해 약간 달라질 수 있다.

## 같이 보기
- 통과 (천문학)

## 참고 문헌
- 미국 항공우주국 제공 : 태양계 시뮬레이터
- Albert Marth, Note on the Transit of the Planet Mars and its Satellites across the Sun’s disc, which will occur for the Planet Jupiter and its Satellites on April 13, 1886, Monthly Notices of the Royal Astronomical Society, 46 (1886), 161–164.
- Andrew Crommelin, Ephemeris for physical observations of Jupiter, 1901, Monthly Notices of the Royal Astronomical Society, 61 (1900), 117–118  (전문: )
- SOLEX
- Meeus, Jean (1989). 《Transits》. Richmond, VA: Willmann-Bell. ISBN 0-943396-25-5.